# Zilahipatak
Zilahipatak románul: Valea Ciuciului, falu Romániában, Fehér megyében.

## Fekvése
Maroscsúcs közelében fekvő település.

## Története
Zilahipatak korábban Maroscsúcs része volt. 1956 körül vált külön, ekkor 61 lakosa volt.
1966-ban 90 lakosából 66 román, 24 magyar, 1977-ben 68 lakosa volt, melyből 54 román, 14 magyar volt. A 2002-es népszámláláskor 16 lakosából 13 román, 3 magyar volt.